# جوبي فتاح
جوبي فتاح (بالهولندية: Chopy Fatah)‏ (بالكردية: چۆپي فەتاح، Çopî Fetah)‏. مطربة كردية ولدت في مدينة كركوك في العراق سنة 1983م.

## حياتها
تشتهر بألبوماتها
وأغانيها الكردية المصورة. في عام 1986م غادرت عائلتها مدينة كركوك وبقيت مع والديها في القرى الواقعة على الحدود بين إيران والعراق حتى العام 1987م، وفي عام 1988م استقرت مع عائلتها المكونة من أخويها ووالديها في هولندا. تأثرت جوبي بالفلكلور الكردي بشكل واضح والفضل يعود لوالدها السيد إحسان فتاح الذي كان مهتماً بالفلكلور الكردي لدرجة امتلاكه مكتبة كردية غنائية. في عام 1996م انضمت إلى مدرسة الموسيقى حيث تعلمت الغناء تحت إشراف المعلمين لها في هولندا، وفي عام 1999م انضمت إلى الأكاديمية الكردية للموسيقى في ألمانيا. دخلت جوبي الجامعة واختارت دراسة اللغة الإنجليزية لتمكنها من الاطلاع على ثقافات المجتمعات الأخرى، وطورت موهبتها بدراسة علم الأصوات لمدة سنتين.

## ألبوماتها
- ماذا أسميك (2003)

ويضم هذا الألبوم تسعة أغاني باللهجتين السورانية والكرمانجية.
- ساسميك زينو (2007)

ويضم هذا الألبوم ثلاثة عشر أغنية كردية.
- معي (Legel xem)
- كركوك (Kerkuk)
- بلا وعد (Besoz)
- اذهب (de bro)
- (Siya Cemame)
- صديقي (Hevala Min)
- ماذا أسميك (Cit Naw Binem)
- بدونك (Beto)
- لاتعزن مني (Lem Ziz mebe)
- الأرض (xak)
- امي العزيزة (Daya gian)
- لاتخفي (Meysharewe)
- العرية (Serbesti)
- خوف الموت (Tirsi Mergawi)
- اعزاني (Diltengiyekanim)
- المطر (Baran)
- بعد وفاتي (Le paş megim)
- مرة الثانية (Disan)
- لاتحاول (Hewilmede)
- (Zstani Ruhh)
- (Hedi Hedi)

## وصلات خارجية
- موقع الفنانة جوبي فتاح باللغتين الكوردية والإنجليزية
- موقع شبكة القامشلي نسخة محفوظة 6 مارس 2016 على موقع واي باك مشين.
- موقع ويكيبديا باللغة الكردية